# Roberto Murolo

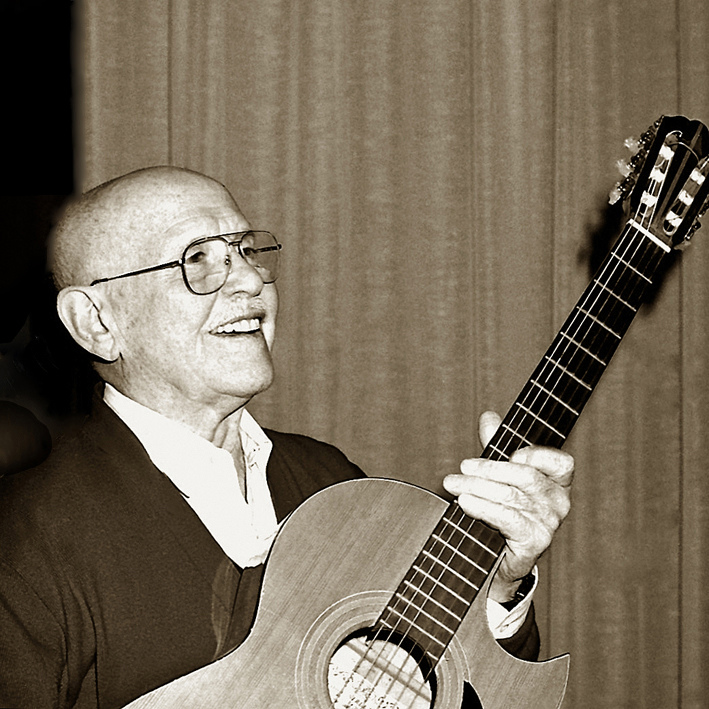
Roberto Murolo (1995).
Porträt von Augusto De Luca

Roberto Murolo (* 19. Januar 1912 in Neapel; † 13. März 2003 ebenda) war ein italienischer Sänger, Gitarrist und Cantautore.

## Leben
Der Sohn des Dichters und Liedertexters Ernesto Murolo gilt als der „Vater“ der Canzone Napoletana, der neapolitanischen Volksmusik des 20. Jahrhunderts. Titel wie Don Raffaè (Cover eines Originals von Fabrizio De André), Reginella oder Cu’mmè wurden weit über die Grenzen Neapels hinaus bekannt. Grundlage seines Erfolges war, dass er sich schon früh von der für die regionale Musik seiner Zeit typischen, opernhaften Gesangsweise löste und stattdessen ganz auf die natürlich Ausdruckskraft der Stimme und die musikalischen Traditionen der neapolitanischen Folklore setzte. Murolo beeinflusste zahlreiche jüngere Musiker mit seinem Schaffen.
Die ersten Erfolge hatte er mit dem Quartett Mida, mit dem er zwischen 1939 und 1946 trotz der widrigen Zeitumstände durch ganz Europa tourte. Anschließend startete er eine Solokarriere als Sänger und Gitarrist und beteiligte sich an verschiedenen Filmprojekten. Murolos Arbeiten führten schließlich bis an die historischen Wurzeln der regionalen Folklore. Zwischen 1959 und 1963 veröffentlichte er zusammen mit Eduardo Caliendo eine 12 Langspielplatten umfassende Anthologie der neapolitanischen Musik seit dem 13. Jahrhundert.
Seine sexuelle Vorliebe für minderjährige Mädchen bewirkte nach ihrem Bekanntwerden einen massiven Karriereknick. Über annähernd zwei Jahrzehnte wurde Roberto Murolo zwischen den 1960er und den 1980er Jahren von den Medien boykottiert. Befreundete Künstler bewirkten schließlich das Ende des Boykotts. In der nun einsetzenden Phase seiner Karriere arbeitete er verstärkt mit anderen italienischen Musikern wie Fabrizio De André, Mia Martini und Lucio Dalla zusammen.
1999 war er Mitbegründer der Scuola della Canzone Napoletana („Schule des neapolitanischen Gesangs“) in Scafati (NA).
2002 erschien mit Ho sognato di cantare („Ich habe geträumt zu singen“) sein letztes Album, das mit 37 Liedern aus den Jahren zwischen 1937 und 1952 einen repräsentativen Querschnitt seines Schaffens in dieser Zeit darstellt.
Murolo verstarb 2003 im Alter von 91 Jahren in seiner Heimatstadt Neapel.

## Diskographie (Auswahl)
- 1955: Roberto Murolo e la sua chitarra (I) (Durium, ms Al 501)
- 1955: Roberto Murolo e la sua chitarra (II) (Durium, ms Al 502)
- 1956: Roberto Murolo e la sua chitarra (5° selezione di successi) (Durium, ms Al 545)
- 1959: Roberto Murolo e la sua chitarra (Durium, ms AI 77009)
- 1961: Roberto Murolo e la sua chitarra (Durium, ms AI 77051)
- 1963ff.: Napoletana vol. I bis vol. XII
- 1965: Roberto Murolo e la sua chitarra (Durium, ms AI 77094)
- 1965: Napoletana. Antologia cronologica della canzone partenopea – Nono volume (dal 1940 al 1950) (Durium, ms AI 77101)
- 1973: Roberto Murolo recital n° 2 (Durium)
- 1975: Furio Rendine presentato da Roberto Murolo (Durium)
- 1977: Roberto Murolo cantautore (Start, LP.S 40.003)
- 1992: Ottanta voglia di cantare
- 1993: L’Italia è bella
- 1993: ’Na voce ’na chitarra vol. I
- 1993: ’Na voce ’na chitarra vol. II
- 1994: Anema e Core
- 1997: Tu si ’na cosa grande
- 2002: Ho sognato di cantare

## Filmografie (Auswahl)
- 1950: Il voto